# Petschenischyn
Petschenischyn (ukrainisch Печеніжин; russisch Печенежин Petscheneschin, polnisch Peczeniżyn) ist eine Siedlung städtischen Typs im Westen der Ukraine mit etwa 5100 Einwohnern. Die Ortschaft liegt am Fuße der Karpaten etwa 47 Kilometer südöstlich der Oblasthauptstadt Iwano-Frankiwsk und 11 Kilometer westlich der Rajonshauptstadt Kolomyja.

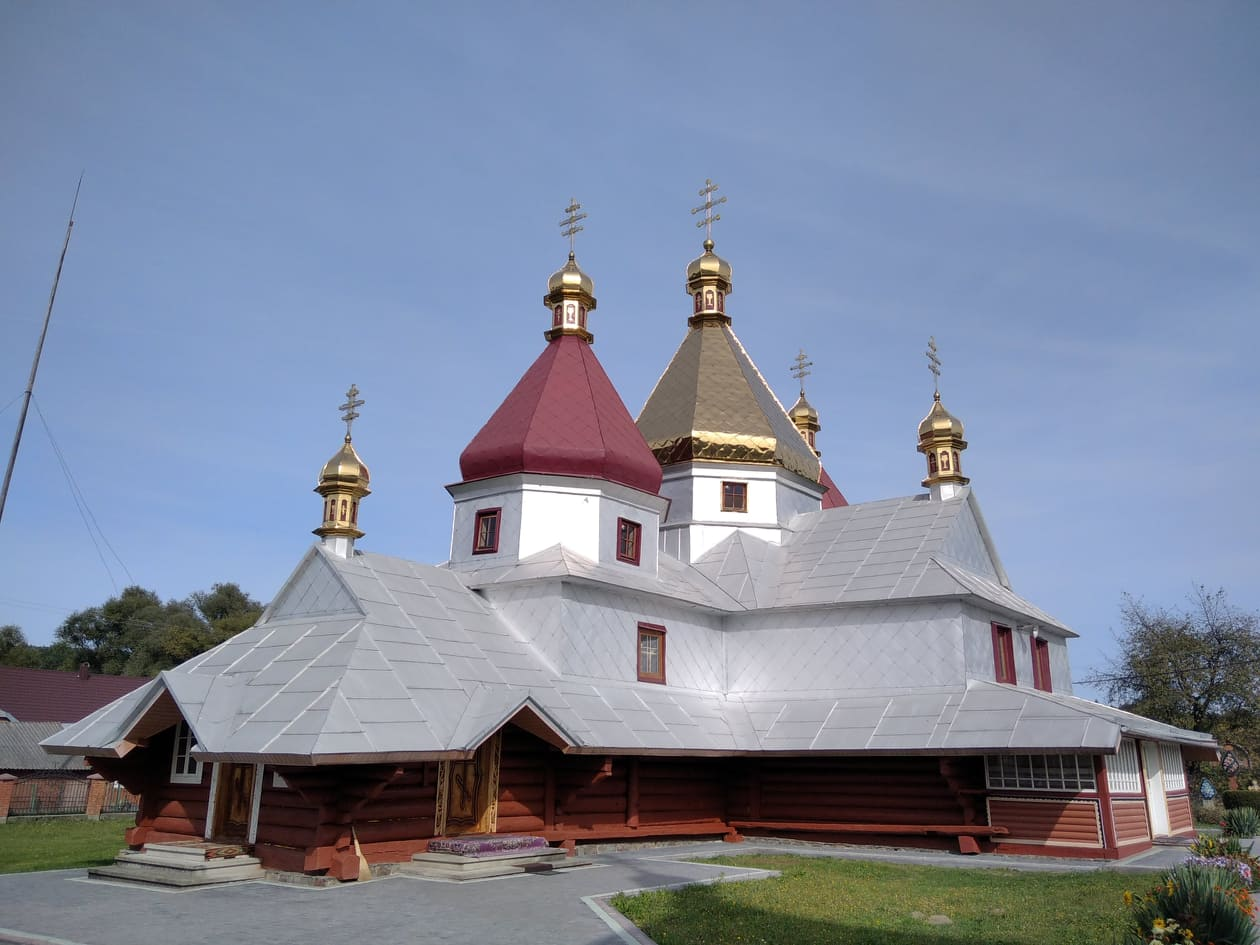
Kirche im Ort

Der Ort gehört zur historischen Landschaft Pokutien und wird vom Flüsschen Sopiwka (Сопівка), einem Nebenfluss des Pruth durchflossen.

## Geschichte
Der Ort wurde 1443 zum ersten Mal schriftlich erwähnt und gehörte von 1774 bis 1918 zum österreichischen Galizien und war von 1854 bis 1867 und wiederum von 1898 bis 1918 Sitz einer Bezirkshauptmannschaft. Im Ersten Weltkrieg war Petschenischyn einige Zeit von der russischen Armee besetzt; dabei wurde auch die aus dem späten 18. Jahrhundert stammende hölzerne Synagoge abgebrannt. Nach dem Ende dieses Krieges kam der Ort als Peczeniżyn zu Polen und lag hier ab 1921 in der Woiwodschaft Stanislau. Während des Zweiten Weltkriegs wurde Petschenischyn erst von der Roten Armee und ab 1941 bis 1944 von der deutschen Wehrmacht  besetzt.
1945 kam die Stadt wiederum zur Sowjetunion, dort wurde sie Teil der Ukrainischen SSR und ist seit 1991 ein Teil der heutigen Ukraine.
Ab 1886 betrieben die Kolomeaer Lokalbahnen von Kolomyja (damals Kolomea) durch den Ort hindurch eine Lokalbahnstrecke. Diese wurde 1967 eingestellt und die Gleisanlagen abgebaut.
Der Name des Ortes leitet sich von dem oghusischen Stamm der Petschenegen ab.

## Verwaltungsgliederung
Am 23. Juli 2015 wurde die Siedlung zum Zentrum der neugegründeten Siedlungsgemeinde Petschenischyn (Печеніжинська селищна громада Petschenischynska selyschtschna hromada). Zu dieser zählen auch noch die 8 in der untenstehenden Tabelle aufgelisteten Dörfer, bis dahin bildete sie die gleichnamige Siedlungratsgemeinde Petschenischyn (Печеніжинська селищна рада/Petschenischynska selyschtschna rada) im Südwesten des Rajons Kolomyja.
Folgende Orte sind neben dem Hauptort Petschenischyn Teil der Gemeinde:
| Name                          | Name                       | Name                                | Name              | Name |
| ukrainisch transkribiert      | ukrainisch                 | russisch                            | polnisch          |      |
| ----------------------------- | -------------------------- | ----------------------------------- | ----------------- | ---- |
| Knjaschdwir                   | Княждвір                   | Княждвор (Knjaschdwor)              | Kniaźdwór         |      |
| Kidantsch (bis 2021 Kyjdanzi) | Кіданч (bis 2021 Кийданці) | Киданч (bis 2021 Кийданцы/Kijdanzy) | Kujdańce          |      |
| Malyj Kljutschiw              | Малий Ключів               | Малый Ключев (Maly Kljutschew)      | Kluczów Mały      |      |
| Markiwka                      | Марківка                   | Марковка (Markowka)                 | Markówka          |      |
| Molodjatyn                    | Молодятин                  | Молодятин (Molodjatin)              | Młodiatyn         |      |
| Runhury                       | Рунгури                    | Рунгуры (Rungury)                   | Rungury           |      |
| Sloboda                       | Слобода                    | Слобода                             | Słoboda Rungurska |      |
| Sopiw                         | Сопів                      | Сопов (Sopow)                       | Sopów             |      |

## Bevölkerungsentwicklung
| 2001  | 2004  | 2012  |
| ----- | ----- | ----- |
| 5.324 | 5.350 | 5.180 |

## Persönlichkeiten
- Oleksa Dowbusch, ruthenischer Räuberführer und Freiheitskämpfer im 18. Jahrhundert
- Roman Samokyschyn, Rebellenanführer
- Iwan Semenjuk, Kupferstecher